# 클리프 브룸바
클리퍼드 마이클 브룸바(Clifford Michael Brumbaugh, 1974년 4월 21일 ~ )는 미국의 야구 선수이자, 전 현대 유니콘스, 히어로즈의 선수이다.

## 메이저 리그시절
1995년 메이저 리그 베이스볼 드래프트에서 텍사스 레인저스의 13라운드 지명을 받고 입단하였다. 이후 마이너 리그에서 선수 생활을 계속하던 중, 2001년 메이저 리그로 승격이 된다. 메이저 리그에서는 대부분 대타로 활동하다가 콜로라도 로키스로 이적하게 된다. 이후 다시 마이너 리그로 내려가게 되고 2003년에 시카고 화이트삭스와 계약을 맺는다. 시카고 화이트 삭스 산하 마이너 리그 팀에서 좋은 성적을 올렸음에도 불구하고 메이저 리그로의 승격이 되지 않자 KBO 리그 팀인 현대 유니콘스와 계약을 체결한다.

## 한국 프로야구시절

### 현대 유니콘스시절
2003년 시즌 후반기 마이크 프랭클린의 대체 선수로 대한민국 땅을 밟은 브룸바는 70경기를 뛰며 타율 3할 3리, 14홈런, 51타점을 기록했으며, 현대의 우승을 이끌었다. 2004년 시즌 현대 유니콘스와 재계약하여 타율 1위, 홈런 2위, 타점 3위 등 공격 전 부문에서 최상위권을 기록하며 현대 유니콘스의 한국시리즈 2연패에 공헌하였다. 당시 MVP 후보로 거론되기도 하였으나 외국인 선수라는 핸디캡으로 인하여 수상은 하지 못하였다.

## 일본 프로야구시절

### 오릭스 버펄로스시절
2005년 일본 프로 야구 오릭스 버펄로스로 이적하였으나, 고질적인 발목 부상과 성적 부진, 당시 감독이었던 나카무라 가쓰히로와의 불화 등으로 인해 2006년 시즌을 끝으로 재계약에 실패하였다.

## 한국 프로야구복귀

### 현대 유니콘스복귀
2006년 시즌 종료 후, 2007년에 현대 유니콘스로 복귀했다. 시즌초반, 4월에 매우 심각한 슬럼프에 빠졌으나, 5~6월 무렵부터 타격감이 살아나면서 엄청난 장타력을 과시했었다. 현대 유니콘스의 마지막 4번 타자로 활약하였다.

### 히어로즈시절
2007년 말 현대 유니콘스가 해체되고 선수단이 우리 히어로즈로 넘어갈 때 함께 우리 히어로즈의 선수가 되었다. 2008년 시즌에는 고질적인 발목 부상 등으로 고생하면서도 102경기에 출장하여 타율 0.293, 13홈런 61타점을 기록하였다. 2009년 시즌 초반에는 4번 타자의 위용을 보여 주었으나 부상으로 후반으로 갈수록 부진한 모습을 보였고, 최종 기록이 나쁘지 않음에도 불구하고 때마침 투수를 보강하려던 히어로즈에서 시즌 후 좌투수 아드리안 번사이드에게 눈독을 들이고 있게 되어서, 재계약에 실패했다.

## 통산 기록

### 한국 프로 야구 기록
| 연도 | 소속           | 경기 | 타수 | 득점 | 안타 | 2루타 | 3루타 | 홈런 | 타점 | 도루 | 희생타 | 볼넷 | 사구 | 삼진 | 병살타 | 실책 | 타율  | 장타율 | 출루율 | 비고                               |
| ---- | -------------- | ---- | ---- | ---- | ---- | ----- | ----- | ---- | ---- | ---- | ------ | ---- | ---- | ---- | ------ | ---- | ----- | ------ | ------ | ---------------------------------- |
| 2003 | 현대           | 70   | 264  | 45   | 80   | 18    | 1     | 14   | 51   | 3    | 2      | 29   | 2    | 43   | 6      | 4    | 0.303 | 0.538  | 0.374  |                                    |
| 2004 | 현대           | 132  | 475  | 92   | 163  | 25    | 1     | 33   | 105  | 7    | 4      | 114  | 1    | 79   | 10     | 3    | 0.343 | 0.608  | 0.468  | 타율, 출루율, 장타율 1위, 홈런 2위 |
| 2007 | 현대           | 126  | 438  | 75   | 135  | 13    | 0     | 29   | 87   | 3    | 5      | 100  | 4    | 70   | 17     | 2    | 0.308 | 0.537  | 0.437  |                                    |
| 2008 | 우리· 히어로즈 | 102  | 358  | 39   | 105  | 17    | 0     | 13   | 61   | 1    | 4      | 56   | 2    | 79   | 12     | 0    | 0.293 | 0.450  | 0.388  |                                    |
| 2009 | 우리· 히어로즈 | 123  | 436  | 69   | 107  | 21    | 1     | 27   | 86   | 2    | 2      | 86   | 2    | 111  | 17     | 0    | 0.245 | 0.484  | 0.371  |                                    |
| 통산 | 5시즌          | 553  | 1971 | 320  | 590  | 94    | 3     | 117  | 390  | 16   | 17     | 385  | 9    | 271  | 62     | 9    | 0.299 | 0.527  | 0.407  |                                    |

- 시즌 기록 중 굵은 글씨는 리그 최고 기록

## 참조
1. ↑  클리프 브룸바를 만나다 - 현대의 마지막, 히어로즈의 첫 4번 타자[깨진 링크(과거 내용 찾기)] 《스포츠 2.0》, 2008년 4월 22일 작성